# ۶۷ (عدد)
۶۷ (عدد)
۶۷(شصت و هفت) یک عدد طبیعی است که بعد از ۶۶ و قبل از ۶۸ قرار دارد.

## در علم
- عدد اتمی هولمیوم